# にゃんこ亭のレシピ
『にゃんこ亭のレシピ』（にゃんこていのレシピ）は椹野道流による日本のライトノベルシリーズ。イラストは山田ユギ。料理イラストはひろいれいこ。

2010年現在、講談社X文庫ホワイトハートより、第4巻まで刊行されている。

## あらすじ
東京で地中海料理レストランのコックとして働く27歳の青年･ゴータ。ある冬の日、彼の住む築20年の木造アパートに、1通の封筒が届いた。

その手紙は、7歳の頃に両親が離婚したため会わなくなった父方の祖母の死と、四十九日の法要の日取りを彼に知らせるもので、祖母宅の鍵が同封されていた。ゴータは休暇を取り、20年行っていない父の故郷へ向かうことにする。（以上第1巻冒頭）

## 特徴
タイトルのとおり、このシリーズには料理がよく出てくる。登場人物たちが作るそれらの料理を手軽な材料で再現できるようにと、各章の合間に1つずつ、前の章で登場した料理のレシピを掲載したページがある。

## 主な登場人物
ゴータ
1月1日生まれの27歳。東京郊外にある、築20年の木造アパート（8畳一間。トイレと簡素な台所、体を折りたたんでやっと入れる小さな風呂がある）で一人暮らしをしていた。
無骨な雰囲気を持つものの、体格はよく（身長190センチ、体重80キロ）、見てくれは結構いいのだが自分磨きに興味がない。口下手で無口だが、言葉の端々から感情がにじみ出る。隠れた特技は裁縫。髪は短く刈り込んでいるが、毎月街の美容院へ行くサトルと違い、村にある唯一の理容店を利用している。
ギャンブル癖のあった父に愛想をつかして離婚した母に引き取られて育つが、その母も高3の時に交通事故で亡くした過去を持つ。料理学校を出たあと、都内の地中海料理レストランでコックとして働いていた（勤続6年目）。
やや硬い性格で、コギの里親になってから度々途方に暮れる。しかし、サトルやコギが同居するようになり、血のつながりがなくても失いたくない人間は「家族」なのだと気づくに至った。
四十九日の法要に出席するため、封筒に同封されていた、真鍮製の祖母の自宅の鍵を手に、雪の降る中、父の故郷である通称「銀杏村」を訪れる。一旦は東京に帰るものの、村で出会った数々の不思議が忘れられず、再度訪れようか迷っていたところへ、銀杏村にある寺･夕照寺（ゆうしょうじ）の住職から、カボチャとペットボトルに詰められた水が届き、それを使ってカボチャの煮つけを作ったのをきっかけに、「村に呼ばれた」と感じて仕事を辞め、祖母の家へ引っ越すと同時に、村の大工に頼んで、取り壊した家の建具等を使ってレストラン「ロティサリー・ドゥ・シャ（猫のロースト料理店）」（村では「にゃんこ亭」と呼ばれる）を開く。祖母の家は使いにくい部分（風呂場など）のみリフォームしている。
サトル
ゴータが銀杏村で店を始めて3週間後に、店の前で行き倒れ、最終的に押しかけ同居人となったパティシエの青年。3月14日生まれ。店ではデザートドルチェやコーヒー・紅茶を担当する。
ゴータとは対照的に華やかで明るい雰囲気を持つ。寝る前のコギへの絵本の読み聞かせも担当。
前の勤め先だった、カフェを併設しているケーキショップで、食材のグレードのことで店長と揉め、それが原因で店を辞めて放浪していた。
実はバイセクシャルで、男はゴータのような「ガタイがそこそこよくて、それでいてむさ苦しくないの」が好み。「ゆりかごから棺桶寸前まで」が守備範囲らしい。
低血圧で朝が弱いため、早朝の仕入れには滅多に行かない（それでも何とか8時には起きる）。その代わり、コギと2人で店の掃除を担当する。
かつての同僚であり一度は恋仲になった男と、店員と客という関係で偶然再会し、彼が起こしたカフェで働かないかと誘われるも、コギやゴータの存在が大きくなっていたため、断った。なお、子供時代の大半を施設で過ごしたらしい。
仕事中はギャルソン風の服装に、赤いバンダナを給食当番結びにしているのが特徴。
カツ
ゴータの父方の祖母。夫に先立たれ、一人息子は村を嫌って都会へ出て行き、ゴータの母と離婚してから3年後に自分より先に逝った。そのため、唯一の肉親となったゴータに自宅と田畑を遺す旨を、隣家の者に伝えていた。
サツオ
銀杏村のカツ宅の隣人（ただし、カツ宅との間は100メートルほど離れている）。母・スエ、妻・フデコとの3人暮らし（娘は結婚して村を去り、息子は都会の大学へ通っている）。一家揃って面倒見がよく、カツの生存中は何かと話し相手になり、ゴータやサトルがやってきてからは、田畑のことや村の慣習のことなどを教えてくれる。
ゴータの居場所を探し、手紙を送って法要の日取りを伝えたのは彼である。
朗唱（ろうしょう）
銀杏村全戸と、隣の菅根町の半分ほどの家々を檀家に持つ、夕照寺の住職。コギなどからは「和尚」と呼ばれている。「村に呼ばれた」人間の一人。元銀行マンで、おしゃれなフレームレス眼鏡をかけ、黒髪を短く刈り込んでいる。宗派の決まりごとは比較的緩く、度を越さない程度の飲酒や有髪、肉食も認められているらしい。実は甘党で、折に触れては「にゃんこ亭」でサトルのスイーツを食べていく。
脳裏に何度も浮かんでいた風景を、本屋で立ち読みした旅行雑誌の特集記事で見たことから、銀杏村を訪れ、廃寺となっていた夕照寺を復興させた功労者で、寺の隣に立つ稲荷神社も守っている。おきつね様との仲もよく、コギに対しては父親のような態度を見せることも。
檀家の中には養鶏場や食材を扱う商店もあり、ゴータたちは彼の紹介を受ける形で、店で使う食材を買っている。
おきつね様
夕照寺のそばにある、小さな稲荷神社の祭神にして、村の守り神であるキツネ神の女性。外見は30代前半くらいで、常に白い着物を身にまとい、美しい関西弁を話す。
カツの葬儀後、すぐに伏見稲荷へ旅立ち、四十九日の法要の最中に戻ってきた。4月になってから出産し、朗唱との相談の後、ゴータとサトルを子供神の里親に選ぶ。
山頂にある夕照寺に住む朗唱が簡単なお遣いも頼めるようにと、社を守ってくれているお礼として眷属であるクダギツネのポチを貸している。
台風などの自然災害が銀杏村を襲う場合、到達日を予測することで、村の対策を整えさせ、また、祈りの力によって、その被害を最小限に抑えようとする。
コギ
おきつね様の娘で、次代のおきつね様。誕生から数週間で4〜5歳くらいの姿に成長した（第4巻で1歳を迎えている）。まだ幼いため完全な人型は取れず、キツネの耳としっぽが出ている。よく似合っているおかっぱ頭は、ゴータ同様、村で唯一の理髪店を利用している。代替わりするまで、子供の姿のまま村で過ごし、たくさんの人と出会っていろいろなことを知る必要があるらしい。
名前は「おきつね様の子供だからこぎつね様。縮めてコギだ」と、極めて安直にサトルがつけたが、気に入っている。
「にゃんこ亭」の開店前の準備や食事時の手伝いでは、サトルやゴータの監督の下、包丁代わりのペティナイフや鋏を使うこともある。これらの刃物は里親2人の意向で、あえて子供用のセラミック製ではなく、手の大きさに合わせた、金属製で切れ味のいい物を与えられている。
お気に入りの服装は、長靴に日除けのボンネット帽を被り、長袖・ジーパンという農作業スタイル。普段は、ゴータの祖母･カツが遺した着物（ゴータが仕立て直したもの）を着ている。

## 銀杏村の不思議
周辺の地元民には銀杏村（村の中に大きなイチョウの木があり、それが秋になるとたくさんの実をつけるため）と呼ばれるこの村には、数々の不思議な物や事柄が日常的に存在する。
- 死者の霊が実体化
  - 四十九日までの間は魂が地上にあるため、本気で願えば死者の姿を見、言葉を交わし、その体に触れること（ただし、氷のように冷たい）も可能。
  - 毎年の盆には、現世に何らかの未練を残した死者達が、盆の支度をし、「帰ってきて欲しい」と心の底から願った家族のもとへ戻ってくる。氷のように冷たい体ではあるが、生きている家族と同じ物を食べ、生前と同じように行動できる。
- おきつね様
  - 朗唱の話によると、作中のおきつね様が何代目かは判らないが、室町の頃から「おきつね様」は存在し、村の守り神として様々なことを祈ってきたらしい。
  - 「神」に所属する存在ゆえに寿命が長く、子供神が生まれる間隔も長いため、村の年寄りたちにも、おきつね様の出産に関して知る者はいない。
- 村に呼ばれる
  - これが作品中で最大の謎。カツのように村で生まれ育ったわけでもないのに、朗唱やサトルのように訪れてそのまま居つく者や、ゴータのように村を訪れて去ったあとも、村で出会った不思議な出来事を忘れずにおり、戻ってきて村の住人になることを選ぶ者は、「村に呼ばれた」者として村人達から歓迎される。「村に呼ばれた」者の特徴として、よく知っている風景や食事の味ではないのに、それらに対して「懐かしさ」を覚える、というものがある。
  - 逆に、「村に呼ばれない」者（ゴータのレストランを訪れた一般客など）は、村で不思議なこと（レストランを手伝うコギなど）に出会ったとしても、村を出ればそのことだけ忘れてしまうらしい。

## シリーズ一覧
- にゃんこ亭のレシピ（2004年9月5日）
- にゃんこ亭のレシピ2（2005年5月5日）
- にゃんこ亭のレシピ3（2006年6月5日）
- にゃんこ亭のレシピ4（2009年12月24日）